# Ayumi Komura
Ayumi Komura (小村 あゆみ Komura Ayumi?) es una mangaka japonesa nacida en Kagoshima, se dedica principalmente al manga shōjo, trabaja para la editorial Shueisha, donde publica sus obras en la revista Margaret. Durante el terremoto de Japón de 2011, fue una de las autoras en contribuir en un libro especial para apoyar a las víctimas.

## Obras
- 2004: Hybrid Berry (ハイブリッドベリー Haiburiddo Berī?)[3]
- 2005: Mixed Vegetables (ミックスベジタブル Mikkusu Bejitaburu?)[4]
- 2008: Joō-sama no Tamago (女王様のタマゴ?)[5]
- 2009: Hot Milk (ホットミルク Hotto Miruku?)[6]
- 2009: Usotsuki Lily (うそつきリリィ Usotsuki Riri?)
- 2013: Kenjutsu Komachi (剣術小町?)[7]
- 2014: Full Dozer[8]
- 2015: Mori no Takuma-san (森のたくまさん?)[9]
- 2017: Kami-sama no Ekohiiki (神様のえこひいき?)[10]